# الهندوسية في الإمارات العربية المتحدة

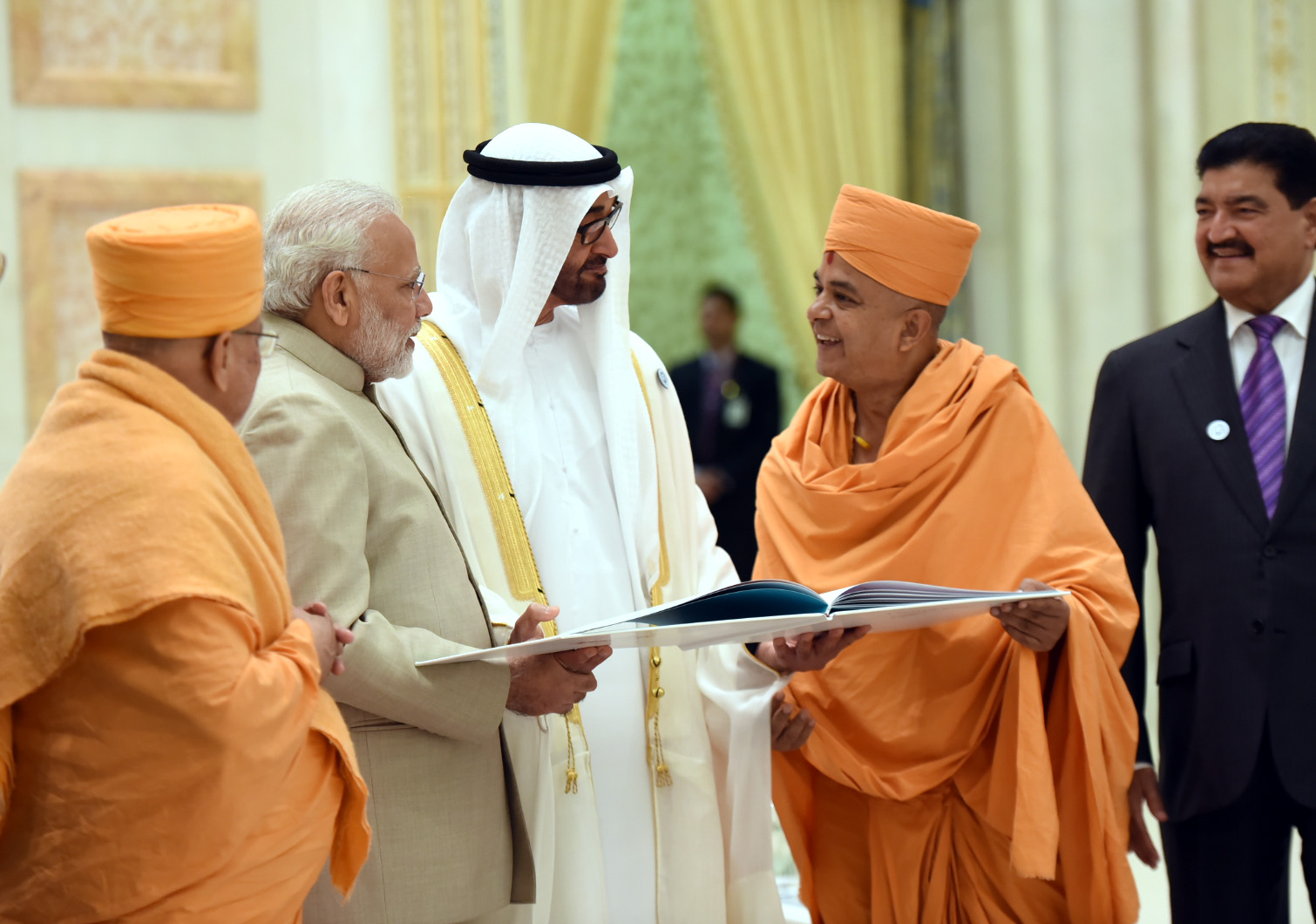
الرئيس الإماراتي محمد بن زايد برفقة رئيس الوزراء الهندي مع بعض رجال الدين الهندوس

يمثل الهندوس أقلية كبيرة في الإمارات العربية المتحدة وهناك أكثر من 660 ألف هندوسي يعيشون في الإمارات العربية المتحدة اعتبارًا من عام 2020م. ويتبع الهندوسية العمال المهاجرون والموظفون العاملون في الدولة، ولا يوجد رسميًا أي مواطن هندوسي في الإمارات.
وفي عام 2022 تم افتتاح أول معبد هندوسي في الإمارات العربية المتحدة بإمارة دبي حيث تم بناء المعبد بتكلفة حوالي (16 مليون دولار) ويمكن أن يتواجد فيه ألف شخص في وقت واحد